# 송동환 (배우)
송동환(본명 : 송동환, 1983년 3월 26일 ~ )은 대한민국의 배우이다.

## 학력
- 경희대학교 경제통상학부

## 출연

### 영화
- 《문워크》 (2025년) - 윤권 역
- 《올빼미》 (2022년) - 궁문별감2 역
- 《서울대작전》 (2022년) - 지원자 2 역
- 《구라, 베토벤》 (2021년) - 서정우 역
- 《더블패티》 (2021년) - 분대장 역
- 《큰엄마의 미친봉고》 (2021년) - 유화상 역
- 《양극화》 (2020년) - 송 차장 역
- 《성혜의 나라》 (2020년) - 성혜 친구들 역
- 《피는 잔칫집에서 흘려라》 (2019년) - 상곤 역
- 《아빠는 소설가》 (2019년) - 아빠 역
- 《블랙머니》 (2019년) - 박수경 형사 역
- 《첫잔처럼》 (2019년) - 송 대리 역
- 《여수 밤바다》 (2019년) - 단원남 2 역
- 《오만》 (2019년) - 찝쩍남 역
- 《창간호》 (2019년) - 동환 / 제작부장 역
- 《초대받지 않은 손님》 (2018년)
- 《상놈》 (2018년) - 유명세 역
- 《물괴》 (2018년) - 강제징집백성 2 역
- 《퍼즐》 (2018년) - 덕진 부하 1 역
- 《대립군》 (2017년) - 승병 4 역
- 《아티스트: 다시 태어나다》 (2017년) - 차승 역
- 《하프》 (2016년) - 남자교도관 3 역
- 《은밀한 유혹》 (2015년) - 노트북남 역
- 《헬머니》 (2015년) - 조연출 3 역
- 《마담 뺑덕》 (2014년) - 이태원 클러버 2 역
- 《가루지기》 (2008년) - 일남 역

### 드라마
- 《그녀들의 로망백서》 (2008년, 채널CGV)
- 《빠스껫 볼》 (2013년, tvN) - 연전선수2 역
- 《KBS 드라마 스페셜 - 만나게 해, 주오》 (2017년, KBS2) - 와세대남 역
- 《펜트하우스 3》 (2021년, SBS) - 사채업자 역
- 《카지노》 (2023년, 디즈니플러스) - 염상철 기자 역

### 연극
- 《앨리스의 캡슐커피》
- 《수상한 흥신소》
- 《그놈을 잡아라》

### 광고
- 베스킨라빈스 31 - 스노우치즈초컬릿 편
- 하이트맥주
- OK캐쉬백
- 스위티오
- 니베아
- SK텔레콤 - 현대생활백서
- SK텔레콤 - 홍대앞 편